# Veolia Environnement
Veolia Environnement is een Frans concern met activiteiten in de sectoren water, afvalverwerking en energie. In 2020 had het bedrijf een omzet van € 26 miljard en telde bijna 180.000 werknemers. Het is actief in 48 landen wereldwijd.

## Geschiedenis
Op 14 december 1853 werd het bedrijf door keizer Napoleon III opgericht als Compagnie Générale des Eaux. Aan het eind van de 20e eeuw ging het bedrijf diversificeren en nam grote belangen in de media industrie. De naam werd gewijzigd in Vivendi SA. Tussen 2000 en 2003 stond het concern bekend als Vivendi Environnement, maar na de afsplitsing van het Vivendi-concern kreeg het de huidige naam. "Veolia" is afgeleid van Aeolus, de beschermer van de wind in de Griekse mythologie.
Henri Proglio, de CEO van Veolia Environnement tot 2009, had een beleid sterk gericht op groei mede door overnames. De schulden van het bedrijf zijn daardoor sterk opgelopen. Zijn opvolger Frérot besloot het roer om te gooien en wil door activiteiten te herstructureren en af te stoten om zo de schuldenlast te verlagen. Een van de eerste grote acties was het plaatsen van de transportactiviteiten in een joint venture met Transdev in 2011. De moedermaatschappijen Caisse des dépôts et consignations (CDC) en Veolia kregen allebei 50% van de aandelen in de nieuwe onderneming die verdergaat onder de naam Veolia Transdev. Het bedrijf telde bij de oprichting meer dan 110.000 medewerkers in 28 landen. In december 2011 deelde Veolia mede de transportdivisie volledig te willen verkopen. Met dit plan wordt nog eens 5 miljard euro vrijgemaakt.
In oktober 2012 werd bekend dat Veolia nog eens 10% van de aandelen in Veolia Transdev zou gaan verkopen, waarmee haar belang zou verminderen naar 40%. Deze transactie is echter niet doorgegaan. In 2019 verkocht Veolia het hele aandelenbelang in Transdev aan het Duitse familiebedrijf Rethmann.
In oktober 2013 bereikten EDF en Veolia overeenstemming met betrekking tot Dalkia, onderdeel van Veolia Energy. EDF heeft nu nog een aandelenbelang van 34% in Dalkia en Veolia houdt de rest van de aandelen. In de plannen wordt Dalkia gesplitst waarbij EDF enige eigenaar wordt van alle activiteiten in Frankrijk en Veolia van alle internationale onderdelen. Dalkia behaalde in 2012 een omzet van 8,9 miljard euro, waarvan de helft in Frankrijk. Er werkten bijna 50.000 werknemers in 35 landen. Deze transactie werd in 2014 afgerond.
De ingrepen van Frérot hebben ertoe geleid dan de omzet van Veolia is gedaald van € 28 miljard in 2010 naar € 22 miljard in 2013 en de schuldpositie halveerde van € 15 miljard naar € 8 miljard in december 2013.
In de zomer van 2020 deed Veolia een bod op 29,9% van de aandelen Suez die Engie in handen heeft. Het eerste bod was 15 euro per aandeel, maar uiteindelijk werd overeenstemming bereikt op 20,50 euro per aandeel. De twee zetten alle juridische procedures stop en de aangekondigde verkoop van het recyclingbedrijf van Suez in Australië, aan Cleanaway, gaan niet door. Suez had nog de Franse waterzuiveringsbedrijven in een nieuwe stichting in Nederland ondergebracht om de overname te blokkeren, maar nu overeenstemming is bereikt wordt deze stichting opgeheven. In augustus 2022 verkocht Veolia de activiteiten in het Verenigd Koninkrijk aan Macquarie Group voor € 2,4 miljard. De Britse toezichthouders hadden toestemming gegeven voor de overname van het aandelenpakket Suez, maar eisten de verkoop van dit bedrijfsonderdeel.

## Activiteiten
Het concern bestaat uit drie hoofddivisies:
- Veolia Water
- Veolia Energy
- Veolia Environnemental Services

### Nederland
Het Veolia Water is het grootste waterbedrijf ter wereld. Wereldwijd beheert het bedrijf meer dan 3000 afvalwaterzuiveringsinstallaties waaronder ook in Nederland. Samen met het Rotterdamse waterbedrijf Evides en de Rabobank heeft Veolia voor het eerst in de waterschapsgeschiedenis een kerntaak, waterzuivering, van de waterschappen overgenomen. Op dit gebied heeft de overheid tot dan toe de monopoliepositie.
Met het Hoogheemraadschap van Delfland is Veolia Water een overeenkomst tot 2033 aangegaan om de grootste afvalwaterzuiveringsinstallatie van Nederland Harnaschpolder te beheren. Deze overeenkomst is merkwaardig omdat Nederland een specifiek orgaan voor waterbeheer kent, terwijl in andere landen de gemeenten deze taken uitvoeren. En een gemeente zet eerder de stap naar uitbesteden omdat het niet tot hun kerntaak behoort. De specifieke expertise van waterschappen in Nederland heeft ertoe geleid dat de afvalwaterzuiveringsmarkt nu pas open gaat voor buitenlandse bedrijven.
Het watermanagementbedrijf Rosmark in Ede valt ook onder de vlag van Veolia Water.
In 2017 nam Veolia het afval- en recyclingbedrijf Van Scherpenzeel over. Het bedrijf werd in 1945 in Utrecht opgericht door Gerrit van Scherpenzeel. In het begin hielp het bedrijf naburige drukkerijen om oud papier af te voeren. Bij de overname was het bedrijf gegroeid met vestigingen in verschillende steden en richtte het zich op recycling van papier en kunststoffen. De verwachting was dat Veolia flink zou investeren om het bedrijf te laten groeien. In 2019 werd de naam Van Scherpenzeel vervangen door de naam Veolia Papier Recycling Nederland (VPRN).
AB Inbev ·
ABN AMRO ·
Accor ·
ADP ·
Adyen ·
AEGON ·
Ageas ·
Ahold Delhaize ·
AIB ·
Air Liquide ·
Airbus ·
Aker BP ·
AkzoNobel ·
ArcelorMittal ·
Argenx ·
ASMI ·
ASML ·
ASR Nederland ·
AXA ·
Banca Mediolanum ·
Banco BPM ·
Bank of Ireland ·
BioMérieux ·
BNP Paribas ·
Bouygues ·
Bureau Veritas ·
Capgemini ·
Carrefour ·
Crédit Agricole ·
Danone ·
Dassault Systèmes ·
DNB ·
DSM-Firmenich ·
EDP ·
Eiffage ·
Enel ·
ENGIE ·
Eni ·
Equinor ·
EssilorLuxottica ·
Eurofins Scientific ·
Euronext ·
Ferrari ·
FinecoBank ·
Galp Energia ·
Generali ·
Heineken ·
ING ·
Intesa Sanpaolo ·
INWIT ·
Ipsen ·
J. Martins ·
KBC ·
Kering ·
Kerry ·
Kingspan ·
Kongsberg Gruppen ·
KPN ·
Legrand ·
Leonardo ·
LVMH ·
Mediobanca ·
Michelin ·
Moncler ·
Mowi ·
NN Group ·
Norsk Hydro ·
Orange ·
Pernod Ricard ·
Philips ·
Poste Italiane ·
Prosus ·
Prysmian ·
Publicis ·
Recordati ·
Renault ·
Ryanair ·
Safran ·
Saint-Gobain ·
Sanofi ·
Schneider Electric ·
Shell ·
Snam ·
Société Générale ·
Sodexo ·
Stellantis ·
STMicroelectronics ·
Telenor ·
Tenaris ·
Terna ·
Thales ·
TotalEnergies ·
UCB ·
UMG ·
Unibail-Rodamco-Westfield ·
UniCredit ·
Unipol ·
Veolia Environnement ·
VINCI ·
Wolters Kluwer